# Wojskowa Akademia Logistyki i Transportu
Wojskowa Akademia Logistyki i Transportu (ros. Военная академия тыла и снабжения) – radziecka i rosyjska uczelnia wojskowa, pierwotnie w Piotrogrodzie, następnie w Charkowie, a obecnie znów w Petersburgu.
Istniejąca w Petersburgu Akademia Intendencka została po rewolucji, 15 marca 1918, przekształcona w Wojskowo-Ekonomiczną Akademię RChA (Военно-хозяйственная академия РККА); w październiku 1920 połączono ją z Wyższą Szkołą Finansowo-Ekonomiczną Marynarki Wojennej w jedną placówkę – Akademię Wojskowo-Ekonomiczną RChAC i RChFC (Robotniczo-Chłopskiej Armii Czerwonej i Robotniczo-Chłopskiej Floty Czerwonej).
W latach 1924–1925 Akademia została zreorganizowana – zdecentralizowana, jej fakultety zostały w większości przejęte przez inne placówki.
W 1932 w Moskwie utworzono Akademię Wojskowo-Transportową.
W 1935 w Charkowie utworzono ponownie Akademię Wojskowo-Ekonomiczną, 16 lutego 1939 otrzymała ona imię W. M. Mołotowa
Od 1942 akademia nosiła nazwę Wojskowa Akademia Logistyki i Zaopatrzenia (Военная академия тыла и снабжения).
1 czerwca 1956 Wojskowa Akademia Logistyki i Zaopatrzenia oraz Akademia Wojskowo-Transportowa zostały połączone w Wojskową Akademię Logistyki i Transportu (Военная академия тыла и транспорта).
Uczelnia podlega zastępcy ministra obrony Federacji Rosyjskiej, odpowiedzialnego za organizację materiałowo-technicznego zabezpieczenia wojsk (sił)